# 메르캅토푸린
메르캅토푸린(Mercaptopurine, 6-MP), 상품명 푸리네톨(Purinethol) 등으로 판매되는 이 약물은 암 및 자가면역 질환에 사용된다. 특히 급성 림프모구 백혈병(ALL), 급성 전골수구 백혈병(APL), 크론병, 궤양성 대장염을 치료하는 데 사용된다. 급성 림프모구 백혈병의 경우 일반적으로 메토트렉세이트와 함께 사용된다. 경구 투여한다.
흔한 부작용으로는 골수 억제, 간독성, 구토, 식욕 부진이 있다. 다른 심각한 부작용으로는 향후 암 발생 위험 증가와 췌장염이 있다. 티오퓨린 S-메틸전달효소 유전적 결핍이 있는 사람은 부작용 위험이 더 높다. 임신 중에 사용하면 아기에게 해를 끼칠 수 있다. 메르캅토푸린은 티오퓨린 및 항대사 물질 계열의 약물이다.
메르캅토푸린은 1953년에 미국에서 의학적 용도로 승인되었다. 세계보건기구의 필수 의약품 목록에 포함되어 있다.

## 의학적 용도
급성 림프모구 백혈병, 크론병, 궤양성 대장염 치료에 사용된다.

## 부작용
메르캅토푸린 복용의 일부 부작용으로는 설사, 메스꺼움, 구토, 식욕 부진, 피로, 위/복부 통증, 무력감, 피부 발진, 피부 착색, 탈모 등이 있다. 심각한 부작용으로는 구내염, 발열, 인후통, 쉽게 멍이 들거나 출혈, 피부의 작은 붉은 반점, 눈이나 피부의 황달, 짙은 소변, 배뇨 시 통증이나 어려움 등이 있다. 다른 더 심각한 부작용으로는 검거나 타르 같은 대변 (흑색변), 혈변, 혈뇨 등이 있다. 이러한 부작용으로 인해 환자의 최대 30%에서 치료가 중단되지만, 생물학적 활성 대사체인 티오퓨린 뉴클레오타이드의 치료 약물 모니터링은 효능과 안전성을 최적화하는 데 도움이 될 수 있다. 임상적으로 대부분의 병원에서는 온-교환 액체 크로마토그래피-질량 분석법(LC-MS)에 의존하지만, 새로 개발된 다공성 흑연 탄소 기반 크로마토그래피와 질량 분석법을 결합한 접근 방식은 이러한 면에서 환자 치료에 더 우수해 보인다.
메르캅토푸린에 대한 알레르기 반응 증상으로는 발진, 가려움증, 부종, 어지럼증, 호흡 곤란, 췌장염 등이 있다.
경우에 따라 메르캅토푸린은 혈구 생성을 억제할 수 있으며, 백혈구와 적혈구 모두 영향을 미칠 수 있다. 골수에 독성이 있을 수 있다. 메르캅토푸린을 복용하는 사람은 분기마다 혈구 수 검사를 받아야 한다. 설명할 수 없는 비정상적으로 큰 백혈구 감소 또는 기타 혈구 감소가 있는 경우 대체 치료를 고려하는 동안 적어도 일시적으로 약물 복용을 중단해야 한다.
메르캅토푸린의 독성은 티오퓨린 S-메틸전달효소(TPMT), 누딕스 가수분해효소 15(NUDT15), 이노신 삼인산 피로포스파타제(ITPA)의 유전적 다형성과 관련될 수 있다. 특정 대립유전자 변이가 있는 사람은 용량 조절이 필요하며, 특히 동형접합 변이 유전형을 가진 사람의 경우 더욱 그렇다. 임상 실제에서는 민족 간 TPMT 및 NUDT15의 대립유전자 빈도에서 큰 차이가 고려되어야 한다. ITPA 유전자의 변이 대립유전자를 가진 백인들은 민족 간 대립유전자 빈도의 차이로 인해 다른 민족 그룹의 사람들보다 발열성 신경증 발생률이 더 높다.

### 주의 사항
메르캅토푸린은 신체의 감염 퇴치 능력을 저하시킬 수 있다. 복용하는 사람은 의사의 허가를 받아 예방접종 및 백신 접종을 받아야 한다. 또한 약물을 복용하는 동안 최근 경구 소아마비 백신을 접종한 사람과의 접촉을 피하는 것이 권장된다.
이 약물은 이전에는 임신 중 사용이 권장되지 않았으며, 초기 증거에 따르면 약물(또는 관련 아자티오프린)을 복용한 임산부는 태아 기형 발생률이 7배, 유산이 20배 증가하는 것으로 나타났다. 또한 메르캅토푸린과 자연 유산 간의 관련성을 시사하는 일화적 보고도 있었으며, 이로 인해 미국 FDA는 AZA와 메르캅토푸린 모두를 카테고리 D 약물로 분류했다. 그러나 Davis 등은 1999년에 메르캅토푸린이 메토트렉세이트에 비해 단독 유산유도제로서 효과가 없다는 것을 발견했다. 연구의 메르캅토푸린 그룹의 모든 여성은 후속 검사(2주 후)에서 태아 심장 활동이 있었고 흡입 유산을 받았다. 그러나 Cancers et Surrisque Associe aux Maladies inflamatoires intestinales En France(CESAME)에서 수행된 더 최근의 대규모 연구에서는 프랑스 일반 인구의 선천성 기형 총 발생률이 유의하게 높지 않다는 것을 나타냈다. 유럽 크론병 및 대장염 학회(ECCO)는 2010년 합의 문서에서 AZA와 메르캅토푸린이 FDA D 등급을 받았지만, 동물과 인간에 대한 새로운 연구는 "티오퓨린은 임신 중 안전하고 잘 내약된다"는 것을 나타낸다고 결론지었다.
메르캅토푸린은 동물과 인간의 염색체에 변화를 유발하지만, 1990년의 한 연구는 "6-MP의 발암 가능성을 배제할 수는 없지만, 매우 약하거나 미미할 뿐"이라는 것을 발견했다. 1999년의 또 다른 연구는 다른 세포독성제와 함께 고용량의 6-MP를 복용할 때 백혈병 발생 위험이 증가한다는 점에 주목했다.

## 약물 상호 작용
알로퓨리놀은 메르캅토푸린을 분해하는 효소인 잔틴 산화효소를 억제한다. 알로퓨리놀(종종 통풍 예방에 사용됨)을 복용하는 사람은 메르캅토푸린 독성 위험이 있다. 용량을 줄이거나 알로퓨리놀 복용을 중단해야 한다.
여러 출판된 연구에 따르면 알로퓨리놀을 저용량 6-MP와 함께 사용하면 간 조직에 유독한 6-MP 수치를 낮추는 동시에 일부 염증성 질환에 대한 6-MP의 치료 수치를 높이는 데 도움이 된다.

## 작용 기전
푸리네톨 제품 설명서의 공식 정보:
- 메르캅토푸린은 항대사 항신생물제이다. 따라서 세포 내 정상적인 대사 과정을 방해하며, 일반적으로 효소와 결합하여 DNA 및 RNA 합성을 방해하여 (세포주기 S기 특이적) 빠르게 증식하는 세포, 특히 악성 세포의 사멸을 유도한다. 구체적으로 메르캅토푸린은 퓨린 항대사제 또는 퓨린 길항제이며, 따라서 퓨린 함유 뉴클레오타이드인 아데닌과 구아닌의 생산을 억제하여 DNA 합성을 억제한다.[19] 메르캅토푸린은 또한 핵산 생합성의 여러 경로를 억제하여 면역 반응 결정 및 증폭에 관련된 세포의 증식을 막음으로써 면역 조절제로 작용한다.[20]
- 메르캅토푸린(6-MP)은 효소 HGPRT에 대해 퓨린 유도체 하이포잔틴 및 구아닌과 경쟁하며, 그 자체로 티오이노신 일인산(TIMP)으로 전환된다.
  - TIMP는 이노신산(IMP)과 관련된 여러 화학 반응을 억제하며, IMP의 잔틸산으로의 전환 및 아데노실숙시네이트(SAMP)를 통한 IMP의 아데닐산으로의 전환을 포함한다.
  - 또한 6-메틸티오이노시네이트(MTIMP)는 TIMP의 메틸화에 의해 형성된다.
    - TIMP 및 MTIMP 모두 퓨린 리보뉴클레오타이드 합성의 de novo 경로에 고유한 첫 번째 효소인 글루타민-5-포스포리보실피로포스페이트 아미도트랜스퍼라제를 억제하는 것으로 보고되었다. 실험에 따르면 방사성 표지된 메르캅토푸린이 DNA에서 데옥시티오구아노신의 형태로 회수될 수 있다.
- 일부 메르캅토푸린은 이노시네이트(IMP) 탈수소효소 및 잔틸레이트(XMP) 아미나제의 순차적 작용에 의해 6-티오구아닌(6-TG)의 뉴클레오타이드 유도체로 전환되어 TIMP를 티오구아닐산(TGMP)으로 전환한다.
- 메르캅토푸린에 저항성 있는 동물 종양은 종종 메르캅토푸린을 TIMP로 전환하는 능력을 상실했다. 그러나 인간 백혈병에서는 다른 수단으로도 메르캅토푸린에 대한 저항성이 획득될 수 있다는 것은 분명하다.
- 메르캅토푸린 및 그 대사체의 어떤 생화학적 효과 중 하나 또는 그 이상이 세포 사멸에 직접적 또는 주도적으로 책임이 있는지는 정확히 알려져 있지 않다.

6-MP 리보뉴클레오타이드는 포스포리보실 피로인산 아미도전달효소(PRPP 아미도전달효소)라는 효소를 억제하여 퓨린 뉴클레오타이드 합성 및 대사를 억제한다. 이 효소는 퓨린 합성의 속도 제한 인자이므로, 이는 RNA 및 DNA의 합성 및 기능을 변화시킨다. 메르캅토푸린은 뉴클레오타이드 상호 전환 및 당단백질 합성을 방해한다.

### 약물유전체학
효소 티오퓨린 S-메틸전달효소(TPMT)는 6-메르캅토푸린의 불활성화에 부분적으로 관여한다. TPMT는 6-메르캅토푸린을 불활성 대사체인 6-메틸메르캅토푸린으로 메틸화하는 것을 촉매한다. 이 메틸화는 메르캅토푸린이 활성 세포독성 티오구아닌 뉴클레오타이드(TGN) 대사체로 더 이상 전환되는 것을 방지한다. TPMT 유전자의 특정 유전적 변이는 TPMT 효소 활성을 감소 또는 결핍시킬 수 있으며, 이러한 유형의 유전적 변이에 대해 동형접합 또는 이형접합인 개인은 TGN 대사체 수치가 증가하고 메르캅토푸린 투여 시 심각한 골수 억제(골수억제) 위험이 증가할 수 있다. 많은 민족에서 TPMT 활성 감소 또는 결핍을 유발하는 TPMT 다형성은 약 5%의 빈도로 발생하며, 이는 약 0.25%의 사람이 이러한 변이에 대해 동형접합이라는 것을 의미한다. 그러나 적혈구의 TPMT 활성 분석 또는 TPMT 유전적 검사를 통해 TPMT 활성 감소가 있는 개인을 식별할 수 있으며, 이를 통해 메르캅토푸린 용량을 조절하거나 약물 투여를 완전히 피할 수 있다. FDA 승인된 메르캅토푸린 약물 라벨은 골수독성 위험이 있는 개인을 식별하기 위해 TPMT 활성 검사를 권장한다. TPMT 활성 검사는 약물유전체학이 일상적인 임상 치료에 적용된 예시이다.

## 역사
6-MP는 노벨상 수상 과학자인 거트루드 B. 엘리언과 조지 H. 히칭스가 버로스 웰컴의 터카호, 뉴욕에서 발견했으며, 뉴욕 시의 메모리얼 병원(현재 메모리얼 슬론 케터링 암 센터) 조사관들과 협력하여 임상적으로 개발되었다. 이 협력은 미국 육군의 화학 무기 프로그램을 운영하고 질소 머스터드가 잠재적으로 항암제로 사용될 수 있다는 발견에 참여했으며 1948년에 메모리얼의 이사가 된 코넬리우스 P. 로즈에 의해 시작되었다.

## 추가 자료
- Dean L (2012). 〈Mercaptopurine Therapy and TPMT Genotype〉.   Pratt VM, McLeod HL, Rubinstein WS,  외. 《Medical Genetics Summaries》. National Center for Biotechnology Information (NCBI). PMID 28520348. Bookshelf ID: NBK100660.